# Musketonhaak

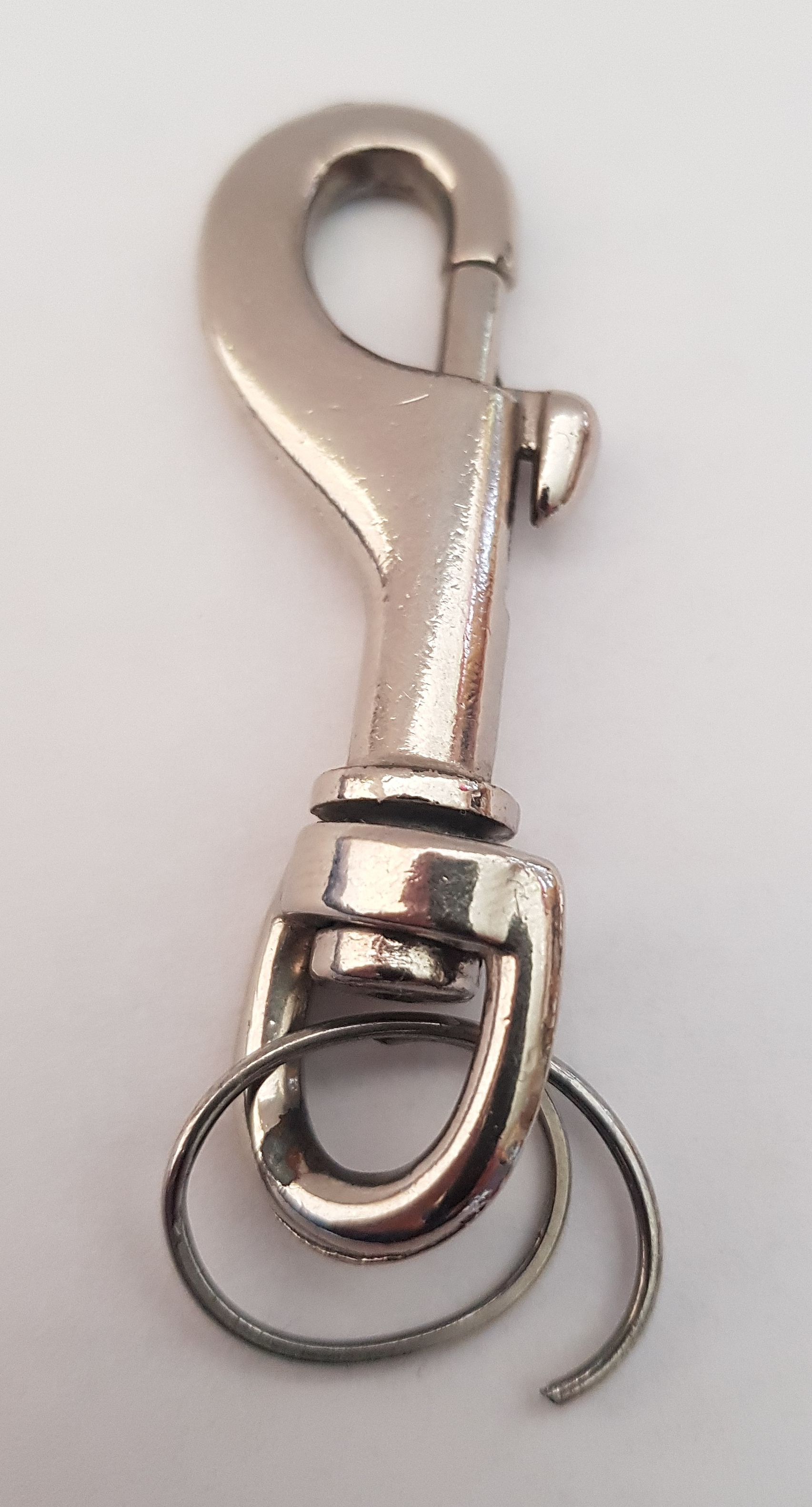
Een musketon

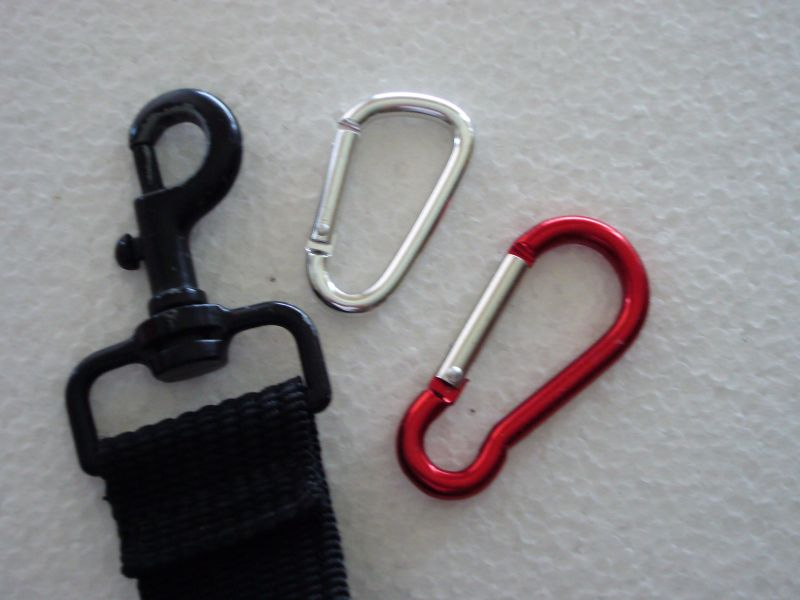
Een musketonhaak (links) en twee karabijnhaken

Een musketonhaak of musketon is een haak met een schuivend deel dat de opening geheel afsluit. Deze haken worden toegepast waar snel een verbinding gemaakt moet kunnen worden. De naam vindt zijn oorsprong in het gebruik van deze haken om een musket mee op te hangen.
Karabijnhaken worden ten onrechte ook wel musketons genoemd. Het verschil is dat een karabijnhaak geen schuivend maar een scharnierend deel heeft. Op de onderste foto is duidelijk het verschil te zien.